# Grosek
Grosek je priimek v Sloveniji, ki ga je po podatkih Statističnega urada Republike Slovenije na dan 1. januarja 2010 uporabljalo 152 oseb.

## Znan nosilci priimka
- Aleš Grosek (*1985), klarinetist, dirigent, pedagog
- Branko Grosek (*1934), šahist
- Jan Grosek, abdominalni kirurg (robotska kirurgija)
- Lilijana Grosek, lekarnarka
- Sebastjan Grosek (*1978), atlet, metalec kopja
- Štefan Grosek, zdravnik, prof. MF, predsednik etične komisije UKC